# Lubaria aroensis
Lubaria aroensis là một loài thực vật có hoa trong họ Cửu lý hương. Loài này được Pittier mô tả khoa học đầu tiên năm 1929.